# 豐樹工業信託
豐樹工業信託（英語：Mapletree Industrial Trust，SGX：ME8U），在2008年，由豐樹產業私人有限公司分拆而來，也是第二份成立房地產信託基金。
主要在新加坡經營投资工业产业的房地产投资信托。總部位於10 Pasir Panjang Road, #13-01 Mapletree Business City Singapore 117438。總裁為Tham Kuo Wei，主席為Wong Meng Meng。
股份在2010年10月21日於新加坡交易所主板上市。而招股價為0.93坡元，發行股份為594,913,000股，集資額為1,000,000,000坡元。

## 連結
- MapletreeIndustrialTrust.com（页面存档备份，存于）